# Parafia św. Marcina w Łaszczynie
Parafia św. Marcina w Łaszczynie – parafia rzymskokatolicka, znajdująca się w archidiecezji poznańskiej, w dekanacie rawickim. Erygowana najprawdopodobniej na początku XV wieku, wydzielona z parafii w Nieparcie. Obecny kościół został zbudowany pod koniec XIX wieku. Od października 2024 proboszczem parafii jest ks. Arkadiusz Swat. 

## Terytorium
- Łaszczyn
- Dąbrówka
- Konarzewo
- Izbice
- Żylice
- Żołędnica